# Festival Internacional de Cinema de Sant Sebastià 1973
La 21a edició del Festival Internacional de Cinema de Sant Sebastià va tenir lloc entre el 15 i el 25 de setembre de 1973. En aquesta edició continuava tenint la categoria A de la FIAPF, és a dir, festival competitiu no especialitzat.

## Desenvolupament
Fou inaugurat el 15 de setembre pel director del festival Miguel de Echarri Gamundi, qui va portar a la gal·la inaugural a l'actriu Liz Taylor, protagonista de la pel·lícula que obria el festival, Night Watch. El dia 16 es va projectar en la secció informativa la pel·lícula pòstuma de Claudio Guerín Hill La campana del infierno i en la secció oficial la soviètica Igrok. El dia 17 es van projectar Soylent Green i Sono stato io d'Alberto Lattuada i el dia 18 El espíritu de la colmena i Plusz-minusz egy nap, que foren mal acollides pels crítics. El dia 19 foren projectades La Bonne Année de Claude Lelouch i El llarg adéu de Robert Altman, molt lloades per la crítica. El dia 20 es presentaren A Touch of Class de Melvin Frank i l'ombrívola Das falsche Gewicht de Bernhard Wicki, i es deixaren veure pel festival George Segal i Françoise Fabian. El dia 21 es projectaren Two People (hi assistí la protagonista Lindsay Wagner) i Vera, un cuento cruel. Els dies 22 i 23 es projectaren F for Fake, Lluna de paper i la polonesa Wesele i van visitar el festival Fernando Rey, Rocío Dúrcal, Orson Welles i Oja Kodar. Alhora, es van entregar Conquilles de Plata honorífiques al periodista Antonio Martínez Tomás, Jaime Delgado Martín, Gregorio Marañón Moya i Julio Quiroga. El dia 24 es van projectar l'eslovaca Ďaleko je do neba i l'argentina Juan Moreira, alhora que el cronista de La Vanguardia, Antonio Martínez Tomás, denunciava suposades maniobres d'Elías Querejeta perquè la Conquilla d'Or fos atorgada a El espíritu de la colmena, produïda per ell. El dia 25 es va projectar fora de concurs Fratello sole, sorella luna, presentada per Carmen Sevilla i es van donar a conèixer els premis. Per primer cop en la història del festival la Conquilla d'Or fou atorgada a una pel·lícula espanyola El espíritu de la colmena; tanmateix, la decisió del jurat fou contestada sorollosament per part del públic i per part de la crítica, que considerava Erice un novençà i que hi havia pel·lícules de millor qualitat.

## Jurat oficial
- Rouben Mamoulian
- Mario Cecchi Gori
- Pedro Crespo
- Jacques Charrier
- Domingo Di Núbila
- Harry Fine
- Alfonso Sánchez Martínez
- Anastasia Vertinskaia

## Retrospectiva
La retrospectiva d'aquesta edició fou dedicada al director estatunidenc Rouben Mamoulian.

## Selecció oficial
Les pel·lícules de la selecció oficial de 1973 foren:
- A Touch of Class de Melvin Frank
- Ďaleko je do neba de Ján Lacko
- Das falsche Gewicht de Bernhard Wicki
- El espíritu de la colmena de Víctor Erice
- F for Fake d'Orson Welles  (fora de concurs)
- Fratello sole, sorella luna de Franco Zeffirelli  (fora de concurs)
- Igrok d'Aleksei Batàlov
- Juan Moreira de Leonardo Favio
- La Bonne Année de Claude Lelouch
- Night Watch de Brian G. Hutton
- Lluna de paper de Peter Bogdanovich
- Plusz-minusz egy nap de Zoltán Fábri
- Sono stato io d'Alberto Lattuada
- Soylent Green de Richard Fleischer  (fora de concurs)
- El llarg adéu de Robert Altman
- Two People de Robert Wise
- Vera, un cuento cruel de Josefina Molina
- Crits i murmuris d'Ingmar Bergman (fora de concurs)
- Wesele d'Andrzej Wajda

## Palmarès
Els premis atorgats en aquesta edició foren:
- Conquilla d'Or a la millor pel·lícula: El espíritu de la colmena de Víctor Erice
- Conquilla d'Or (curtmetratge): Očistná lázeň, de Václav Bedřich
- Conquilla de plata (ex aequo): 
  - A Touch of Class de Melvin Frank 
  - Wesele d'Andrzej Wajda
- Conquilla de Plata i Premi Especial del Jurat: Lluna de paper de Peter Bogdanovich
- Premi Sant Sebastià d'interpretació femenina: 
  - Glenda Jackson, per A Touch of Class de Melvin Frank 
  - Françoise Fabian per La Bonne Année de Claude Lelouch
- Premi Sant Sebastià d'interpretació masculina: 
  - Lino Ventura, per La Bonne Année de Claude Lelouch 
  - Giancarlo Giannini, per Sono stato io d'Alberto Lattuada